# ISO 3166-2:GU
ISO 3166-2:GU è uno standard ISO che definisce i codici geografici del territorio non incorporato di Guam ed è un sottogruppo del codice ISO 3166-2.
Attualmente non è stato assegnato ufficialmente nessun codice alle suddivisioni interne.
In quanto appartenente alle aree insulari degli Stati Uniti, ad esso è assegnato un codice (US-GU) nello standard ISO 3166-2:US come suddivisione degli Stati Uniti.